# 塞雷索德里奥蒂龙
塞雷索德里奥蒂龙，是西班牙卡斯蒂利亚-莱昂布尔戈斯省的一个市镇。总面积64平方公里，总人口753人（2001年），人口密度12人/平方公里。